# Тіїду (Риуге)
Тіїду (ест. Tiidu) — село в Естонії, входить до складу волості Риуге, повіту Вирумаа.